# Tramway de Koursk
 (août 2025).
Si vous disposez d'ouvrages ou d'articles de référence ou si vous connaissez des sites web de qualité traitant du thème abordé ici, merci de compléter l'article en donnant les références utiles à sa vérifiabilité et en les liant à la section « Notes et références ».

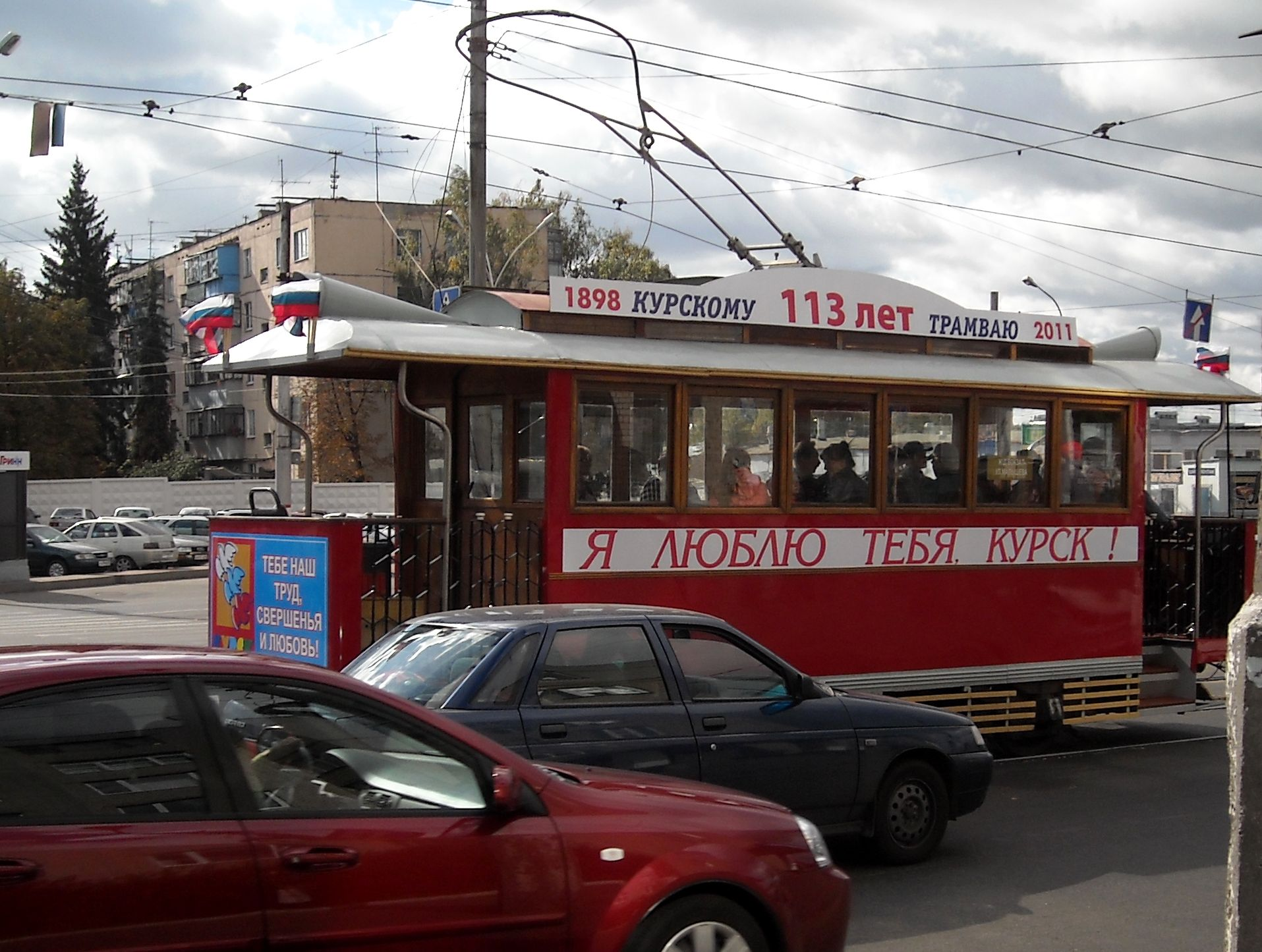
Retro-tramway replica d'un tramway belge 1898

Le tramway de Koursk est le réseau de tramways de la ville de Koursk, capitale administrative de l'oblast de Koursk, en Russie. Le réseau comporte six lignes pour 40,4 kilomètres de voies. Il est officiellement mis en service le 30 avril 1898.